# Rhodometra debiliaria
Rhodometra debiliaria är en fjärilsart som beskrevs av Rothschild 1914. Rhodometra debiliaria ingår i släktet Rhodometra och familjen mätare. Inga underarter finns listade.